# FC Dnepr Smolensk
El FC Dnepr Smolensk (del ruso: ФК «Днепр» Смоленск) es un club de fútbol ruso de la ciudad de Smolensk, fundado en 2004. El club disputa sus partidos como local en el Estadio Spartak y juega en la Segunda División de Rusia, el tercer nivel en el sistema de ligas ruso. Hasta 2008, el equipo se llamaba FC Smolensk.

## Jugadores
Actualizado el 6 de septiembre de 2012, según RFS (enlace roto disponible en Internet Archive; véase el historial, la primera versión y la última)..